# Austrolebias paucisquama
Austrolebias paucisquama es un pez anual el cual integra el género Austrolebias, de la familia de los rivulinos del orden Ciprinodontiformes.

## Distribución geográfica
Esta especie habita en el centro-este de América del Sur, siendo endémica de un charco temporal —la localidad tipo—, el cual se muestra completamente cubierto de vegetación emergente, situado en la cuenca del río Vacacaí, afluente del río Yacuí, drenaje de la laguna de los Patos, en el estado de Río Grande del Sur, en el sur del Brasil. Esta área pertenece a la ecorregión de agua dulce Uruguay inferior.

## Características
Esta especie pertenece al «grupo alexandri». La longitud máxima es de 3,5 cm.
Austrolebias paucisquama cuenta con dos apomorfías: puntos celestes y aletas pectorales gris oscuro en los machos. Se distingue de otras especies del grupo por un menor número de escamas alrededor del pedúnculo caudal (12) y el menor número de radios de la aleta dorsal en los machos (17-21). Permite distinguirla de otras especies del género la ausencia de órganos de contacto en la superficie interior de las aletas pectorales en los machos, el patrón de color de las hembras, con flancos de color marrón claro, con un número variable de puntos negros relativamente alargados, distribuidos principalmente en la porción posterior.

## Taxonomía
Fue descrita originalmente por los ictiólogos Juliano Ferrer dos Santos, Luiz Roberto Malabarba, y Wilson José Eduardo Moreira da Costa, en el año 2008.

### Etimología
La etimología de su denominación científica es la siguiente:
Austrolebias: Compuesto de Austro: 'austral', y Lebias: un taxón de pequeños peces; paucisquama deriva del latín pauci: 'pocos', y squama: 'escama', es decir, 'pocas escalas', en referencia a la reducción del número de escamas alrededor del pedúnculo caudal.